# Hangin’ Tough
Hangin’ Tough — второй студийный альбом американского бой-бенда New Kids on the Block. Вышел 6 сентября 1988 года на лейбле Columbia Records.
Альбом считается прорывным в карьере группы. Благодаря его успеху New Kids on the Block на несколько лет стали кумирами подростков по всему миру.
Музыкальные критики в целом положительно отзываются об этом альбоме, и хвалят группу за переход от баблгам-попа (который мы слышим на предыдущем альбоме New Kids on the Block, 1986) к интересной смеси урбан-контемпорари и поп-рока. Надо сказать, что после коммерческой неудачи предыдущего альбома лейбл Columbia Records уже запланировал разорвать с группой контракт, но Морис Старр (продюсер группы) всё-таки уговорил их позволить ребятам записать ещё один альбом.
Hangin’ Tough — самый продаваемый альбом группы, его суммарные продажи в мире превышают 17 миллионов экземпляров. В Канаде он был сертифицирован бриллиантовым за продажи в более чем миллионе экземпляров, в США — восьмикратно платиновым за продажи в более чем восьми миллионах экземпляров.
С альбома было выпущено 5 синглов: «Please Don’t Go Girl», «You Got It (The Right Stuff)», «I’ll Be Loving You (Forever)», «Hangin’ Tough» и «Cover Girl». Все они попали в США в первую десятку чарта Billboard Hot 100.

## Список композиций
Все песни спродюсированы Морисом Старром.
| №   | Название                       | Автор(ы)                                         | Лид-вокал                                           | Длительность |
| --- | ------------------------------ | ------------------------------------------------ | --------------------------------------------------- | ------------ |
| 1.  | «You Got It (The Right Stuff)» | Морис Старр                                      | Jordan Knight Donnie Wahlberg                       | 4:13         |
| 2.  | «Please Don’t Go Girl»         | Морис Старр                                      | Joey McIntyre Jordan Knight                         | 4:31         |
| 3.  | «I’ll Be Loving You (Forever)» | Морис Старр                                      | Jordan Knight                                       | 4:28         |
| 4.  | «Cover Girl»                   | Морис Старр                                      | Donnie Wahlberg                                     | 4:08         |
| 5.  | «I Need You»                   | Морис Старр                                      | Donnie Wahlberg                                     | 3:38         |
| 6.  | «Hangin’ Tough»                | Морис Старр                                      | Donnie Walhberg                                     | 4:18         |
| 7.  | «I Remember When»              | Морис Старр Ибан Келли Джимми Рэндольф           | Joey McIntyre                                       | 4:13         |
| 8.  | «What’cha Gonna Do (About It)» | Морис Старр                                      | Джордан Найт Донни Уолберг Дэнни Вуд Джои Макинтайр | 3:59         |
| 9.  | «My Favorite Girl»             | Морис Старр Джордан Найт Донни Уолберг Дэнни Вуд | Джордан Найт Дэнни Вуд                              | 5:33         |
| 10. | «Hold On»                      | Морис Старр                                      | Дэнни Вуд                                           | 3:39         |